# Клан Свінтон

Нашоломник клану Свінтон.

Герб вождів клану Свінтон.

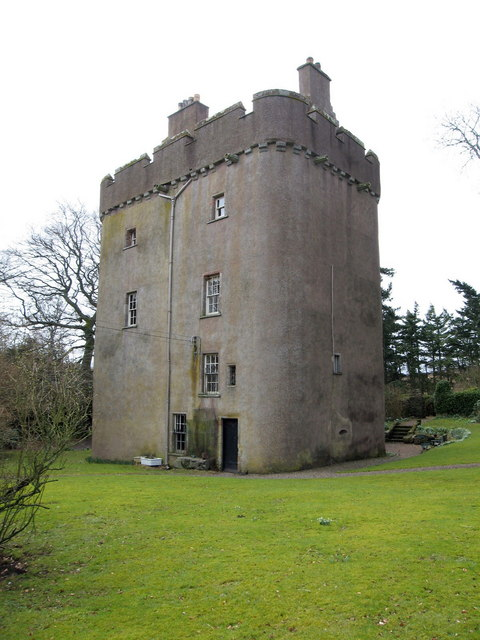
Замок Креншоу.

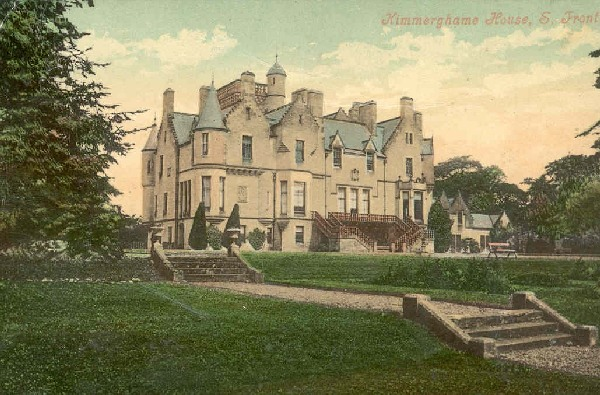
Замок Кіммергейм-хаус до пожежі.

Клан Свінтон (шотл. — Clan Swinton) — один з кланів рівнинної частини Шотландії — Лоулендсу.
Гасло клану: J'espere — Я сподіваюсь (фр.)
Землі клану: Бервікшир
Вождь клану: Рольф Вільям Свінтон (шотл. — Rolfe William Swinton) — XXXVI вождь клану Свінтон
Резиденція вождя клану: штат Монтана (США)
Історичне резиденція вождя клану: Замок Свінтон-хаус (Бервікшир, Шотландія)

## Історія клану Свінтон

### Походження клану Свінтон
Вважається, що клан Свінтон має англосаксонське походження. Вожді клану Свінтон походять він англо-саксонських шляхтичів з королівства Нортумбрія. У ранньому середньовіччі англо-саксонське королівство Нортумбрія було на півночі нинішньої Англії на кордоні з Шотландією. Згідно легенди предки вождів клану Свінтон отримали своє прізвище і відповідно назву клану внаслідок перемоги над диким кабаном, який тероризував околиці. І назва означає «переможець кабана». Але історики вважають, що це легенда і що назва клану має територіальне походження і походять від назви селища Свіневуд (шотл. — Swinewood) — «ліс кабанів». Це селище було в Бервікширі. Це селище король Шотландії Едгар — син короля Шотландії Малкольма III дарував пріорату Колдінгам у 1098 році.
Десь близько 1136—1137 років Ернульф де Свінтон отримав одну з перших королівських грамот на володіння землею, які відомі історикам. Він отримав грамоту він короля Шотландії Девіда І. У грамоті, зокрема, сказано, що: «…має право володіти цими землями вільно, як один з баронів короля.» По суті Ернульф де Свінтон є першим з шотландських феодальних лицарів, які відомі з історичних джерел.
Крім Ернульфа де Свінтона відомі: його батько Удард (англ.-сакс. — Udard), його дід Ліульф (англ.-сакс. — Liulf) та його прадід Еадульф (англ.-сакс. — Eadulf), що теж володіли цими ж землями. вважається, що Еадульф отримав цю землю від короля Шотландії Малкольма III за вірну службу і за підтримку у боротьбі з Макбетом. На думку історика Джеймса Ліс-Мілна Еадульф був першим феодалом Шотландії, чиє право на земельну власність може бути доведене, і таким чином саме клан Свінтон може довести своє право на володіння землями ще до норманського завоювання Британських островів. Це робить рід вождів клану Свінтон одним найдавніших поміщицьких родів на Британських островах.
Клан володів баронствами Свінтон та Краншоу. Потім клан втратив землі Краншоу. Вожді клану досі володіють титулом барона і мають чисельні документи щодо цього.

### ХІІІ— XIV століття
У 1296 році король Англії Едвард І Довгоногий, користуючись тим, що трон Шотландії виявився порожнім, захопив Шотландію і змусив вождів шотландських кланів присягнути йому на вірність і підписати відповідний документ — «Рагман Роллс». У цьому документі є імена вождя клану Генрі де Свінтон та його брата Вільяма — священика церкви Свінтон. Правнуком Генрі був сер Джон Свінтон, що був відомим воїном в часи королів Шотландії Роберта II та Роберта III. У 1388 році він командував загоном воїнів в битві під Оттенбурном, де шотландці розбили англійську армію. Другою його дружиною була Ілабель Дуглас — графиня Мар, але в них не було дітей. Третьою його дружиною була принцеса Маргарет, що народила сина — майбутнього сера Джона Свінтона — XV вождя клану Свінтон.

### XV століття
Клан Свінтон брав участь у Столітній війні на стороні Франції. Він брав участь у битві під Боже (фр. — Baugé) і саме йому приписують вбивство в бою в поєдинку герцога Кларенса — брата короля Англії Генріха V. Це описано, зокрема, в поемі Вальтера Скотта «Пісня останнього менестреля». Сер Джон Свінтон потім загинув під час битви під Верневіль (фр. — Verneuil) у 1424 році.

### XVI століття
У 1567 році сер Джон Свінтон був одним із тих шотландських баронів, які уклали спілку для захисту неповнолітнього короля Шотландії Джеймса VI проти графа Ботвелла після його шлюбу з матір'ю принца — королевою Шотландії Марією І Стюарт.

### XVII століття
У 1640 році сер Олександр Свінтон — ХХІІ вождь клану Свінтон став шерифом Бервікширу. Він помер в 1652 році, залишив шість синів і п'ять дочок. Його другий син — ще один Олександр Свінтон був призначений суддею Верховного суду Шотландії у 1688 році. Він прийняв титул Лорд Мерсінгтон.
Його старший син — Джон Свінтон був полковником і командував полком Бервікшіру під час громадянської війни на Британських островах. У 1651 році він потрапив в полон в битві під Вустером. Його брат — Роберт Свінтон загинув, намагаючись захопити штандарт Олівера Кромвеля. У 1655 році Джон був призначений лордом-протектором до Державної Ради Шотландії. Він був найбільш довіреною людиною Кромвеля в Шотландії, і його підтримка Кромвеля і республіканців призвела до того, що після реставрації монархії він був заарештований і суд визнав його винним у «державній зраді» у 1661 році. Він уникнув страти, але його маєтки були конфісковані, і він був кинутий у в'язницю на шість років. Він, як вважають деякі історики, був засновником квакерства — релігійної секти протестантів. Його наступником став його син — Олександр Свінтон у 1679 році, але він незабаром помер.
Брат Олександра — сер Джон Свінтон став XXV лердом Свінтон. Після успішної кар'єри торговця в Голландії він повернувся до Шотландії після Славної революції 1688 року, що посадила на трон королівства Англії та Шотландії Вільгельма Оранського і його дружину — королеву Марію II.

### XVIII століття
У XVIII столітті вожді клану Свінтон були депутатами парламенту Шотландії, а потім депутатами парламенту Великої Британії. Вождь клану Свінтон був призначений Головою Комітету з розвитку торгівлі в Шотландії. Джон Свінтон — XXVII лерд Свінтон став членом Верховного суду в 1782 році і прийняв титул лорд Свінтон.

### Сучасна історія клану Свінтон
Відомими людьми клану Свінтон у сучасній історії були:
- Капітан Джордж Свінтон — з гілки Свінтон Кіммергейм. Він став лордом Лева, герольдмейсером Шотландії, секретарем ордену Будяка з 1926 по 1929 рік.
- Генерал-майор сер Ернест Свінтон був військовим і командував танковими підрозділами.
- Алан Арчибальд Кемпбелл-Свінтон був винахідником і став батьком сучасного телебачення.
- Видатна актриса Тільда Свінтон.

## Замки клану Свінтон
- Замок Свінтон-хаус — нині це класичний особняк. Сучасна споруда збудована у 1880 році на руїнах давнього замку Свінтон. Давній замок був зруйнований під час пожежі у 1797 році. Землями навколо замку клан володів з часів короля Шотландії Малкольма ІІІ — з XI століття. У XIX столітті ці землі стали власністю клану МакНаб. Нині вождь клану Свінтон живе в США.
- Замок Кренсшоу — клан Свінтон володів цим замком з 1400 по 1702 рік.
- Замок Кіммергейм-хаус — придбав цей замок Арчібальд Свінтон після повернення з Індії. Замок був перебудований у 1851 році архітектором Девідом Брайсом, але потім він згорів у 1938 році і лише частково відновлений.
- Замок Літтл-Свінтон — біля Колдстріму. Клдан Свінтон володів замком у XV столітті, але замок був зруйнований англійською армією у 1482 році.
- Замок Мерсінгтон-тауер — колись цим замком володів клан Керр, але потім замок перейшов до клану Свінтон. Замок був спалений вщент англійською армією в 1545 році. Володар цього замку — лорд Мерсінгтон був одним з тих, хто очолив напад на каплицю Роял-Голіруд під час протестантського бунту в 1688 році.
- Замок Стівенсон — біля Піблс. Спочатку замком володів клан Свінтон, але потім як посаг замок перейшов до клану Сінклер у XVII столітті.